# جومانجی (کتاب)
«جومانجی» (انگلیسی: Jumanji) یک کتاب درژانر خیال پردازی ادبیات کودک از کریس فن السبورگ است که توسط هاوتن مفلین هارکورت منتشر شد. این کتاب در مورد یک بازی فکری جادویی می باشد که با بازی با آن بازیکن به صورت واقعی یک جنگل اسرار آمیز وارد می شود.در سال ۱۹۹۵ فیلمی برگرفته از این کتاب با نام جومانجی با بازی رابین ویلیامز منتشر شد. همچنین در سال ۲۰۱۱ نیز کتاب صوتی با صدای ویلیامز منتشر شد.